# Cốc đen
Cốc đen (danh pháp hai phần: Phalacrocorax niger) là một loài chim trong họ Cốc.
Loài này được tìm thấy khắp Ấn Độ, Sri Lanka, Bangladesh và vùng đất thấp Nepal. Chúng cũng được tìm thấy ở một số nơi ở Myanma, Thái Lan, Lào, Indonesia. Nó không được tìm thấy ở Himalaya nhưng thỉnh thoảng có những con được nhận thấy ở Ladakh. Chúng được tìm thấy ở các vùng đất ngập nước rừ các hồ nhỏ ở làng đến các hồ lớn và đôi khi các cửa sông thủy triều.

## Hình ảnh

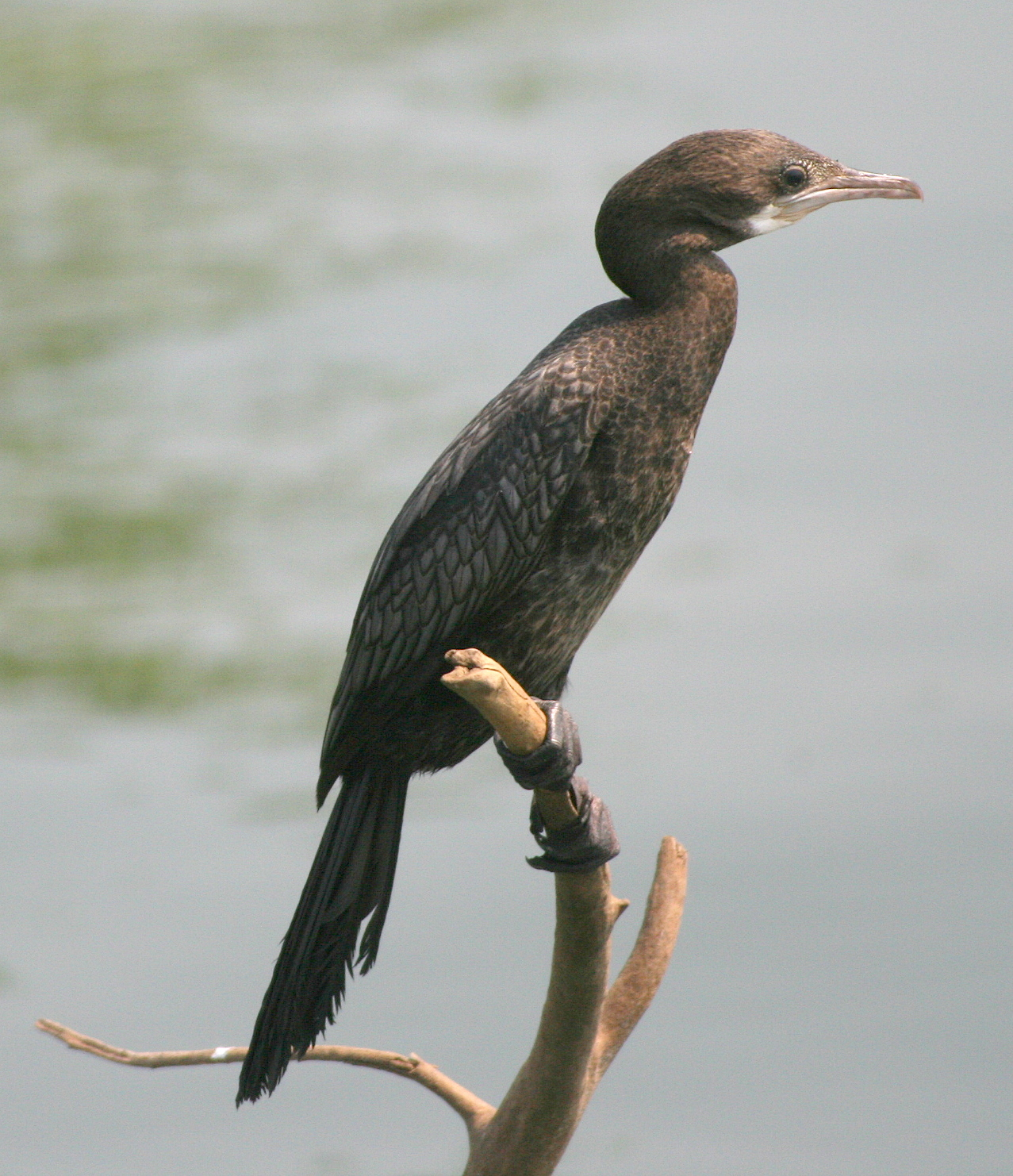
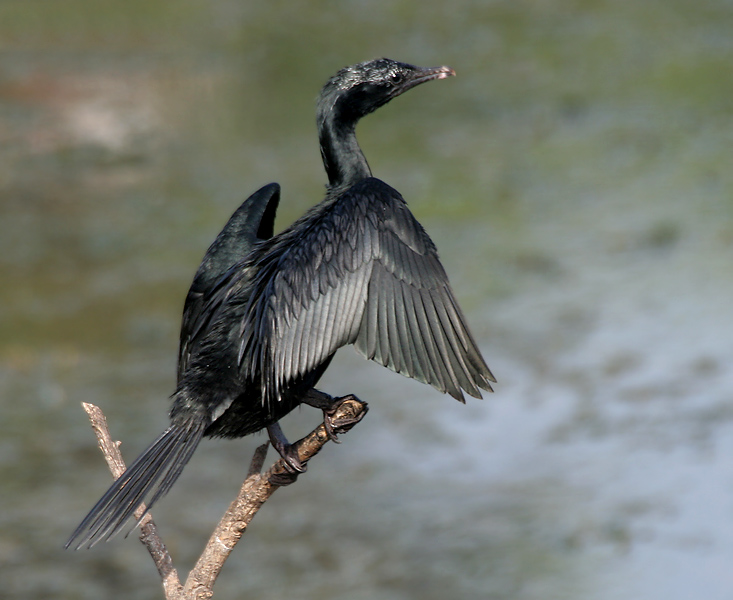
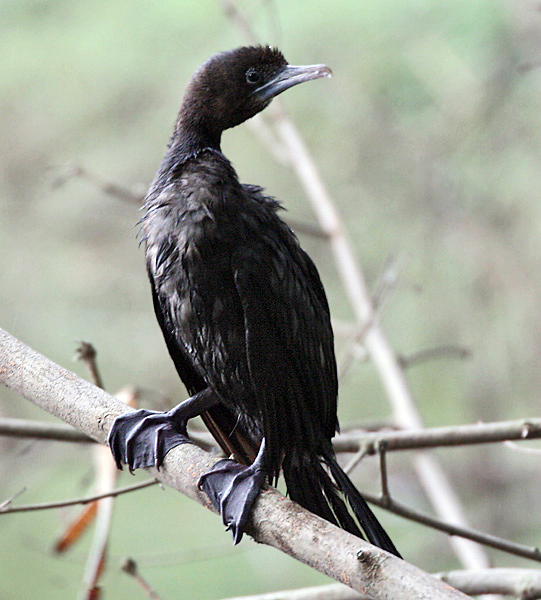
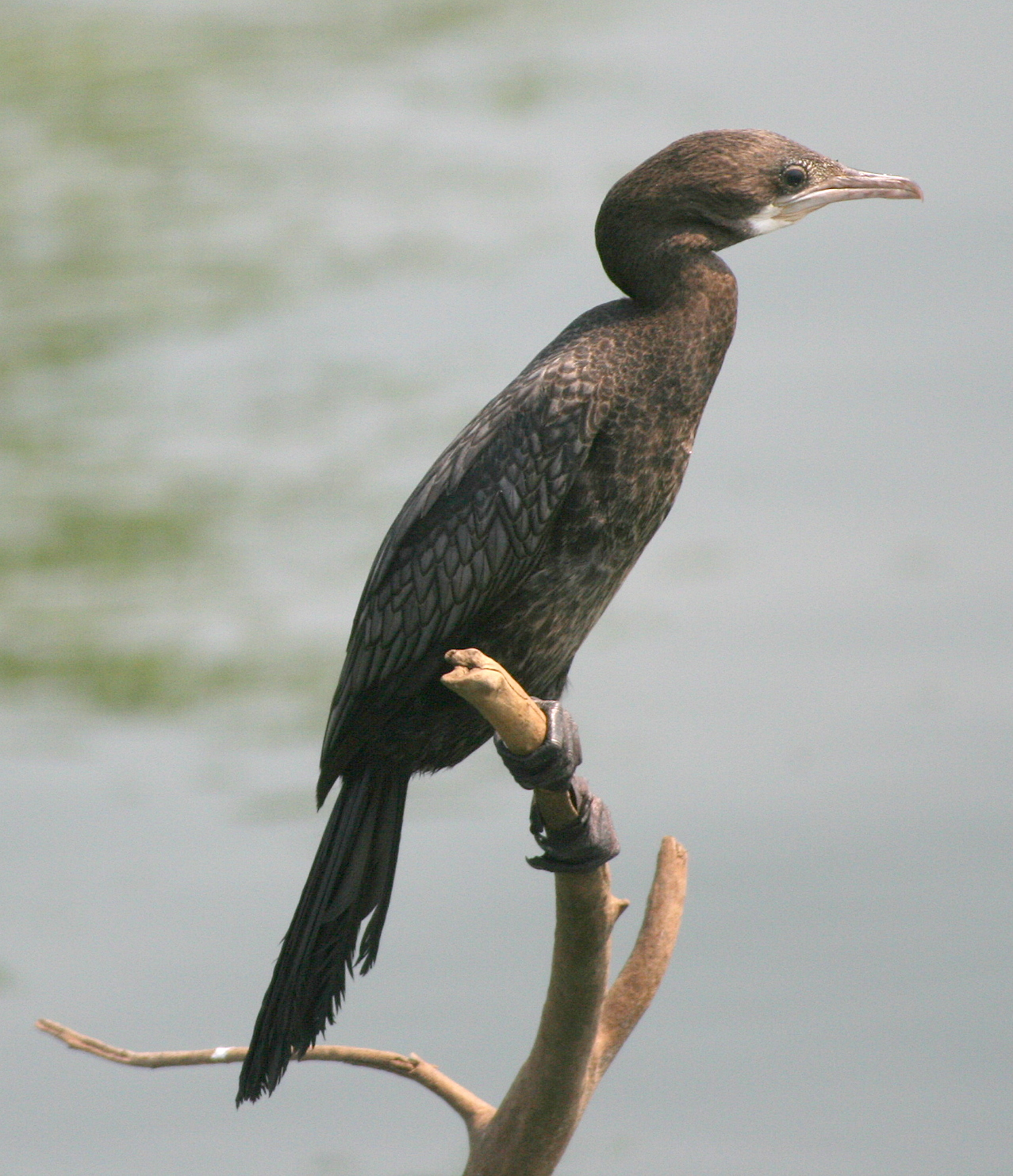
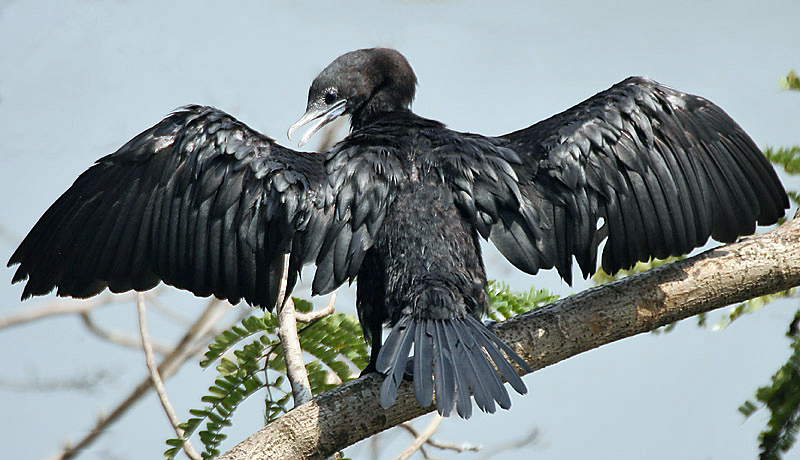